# Evangelion: 2.0 You Can (Not) Advance
«Євангеліон. Перебудова: Руйнування» (яп. ヱヴァンゲリヲン新劇場版: 破, англ. Evangelion: 2.0 You Can (Not) Advance, Evangelion: 2.0) — другий повнометражний анімаційний фільм 2009 року тетралогії «Євангеліон. Перебудова» (англ. Rebuild of Evangelion), заснованій на оригінальному аніме-серіалі «Євангеліон нового покоління» 1995 року випуску. Жанр – постапокаліптика, меха, драма, психологія. Він був створений і поширювався компанією Khara Хідеакі Анно. Найкращий анімаційний фільм 2010 року. Касові збори — $41 162 041.

## Виробництво
У вересні 2006 року було оголошено, що другий фільм (тривалість – 90 хвилин) буде випущений у рамках нового проекту — серії «Євангеліон. Перебудова», дата релізу якої попередньо намічалась на січень 2008 року. У листопаді 2006-го редакція японського аніме-журналу Newtype під час роботи над грудневим випуском підтвердила, що другий фільм буде створено під час пост-виробництва першого. Анно заявив про початок введення нових персонажів і одиниць євангеліонів, починаючи з Evangelion: 2.0.
Дата релізу переносилась кілька разів у порівнянні з первісною декларацією — січень 2008 року: вперше — на грудень 2008-го після оновлення на офіційному сайті 6 жовтня 2008 року, коли була оголошена офіційна англійська назва фільму, і, вдруге, — на «раннє літо 2009 року». Остаточна відстрочка показала, що фільм буде випущений 27 червня 2009 року.

## Сюжет
Бетані, арктична база Nerv. Пілот тимчасового Євангеліона-05 Марі Макінамі проводить свій перший запуск з метою зупинити реанімований скелет Третього Ангела. Наспівуючи собі під ніс пісеньку, дівчина наздоганяє супротивника, який уже встиг покинути саркофаг. Після успішного знищення ворога стається вибух, Марі встигає катапультуватися. Каджі, який покинув базу, спостерігає за подіями з ілюмінатора літака, а дівчина-пілот з жалем думає про знищену Єву.
Шінджі з Місато повертаються в Токіо-3 після відвідин з Ґендо могили Юі, де відбувається напад Сьомого Ангела. Загроза була ліквідована Євою-02, пілот якої — Друга Дівчинка, капітан Шикінамі Аска Сор’ю — новий персонаж, заснований на праобразі Сор’і Аски Ленглі з оригінального серіалу 1995 року. Тим часом, в Токіо-3 приїжджає головний інспектор Рьоджі Каджі, він перетинається в метро з Шінджі і привозить його батькові Ґендо «ключ Навухудоносора». Каджі відвідує Рітцуко і Місато, а Шінджі дізнається, що йому доведеться жити разом з Аскою.
Ґендо і Фуюцукі відвідують базу Табха на Місяці і обговорюють подальші плани Seele, зокрема таємничий Євангеліон «Марк-06», до якого в них немає доступу. Вони розуміють, що конструкція і будівництво «Марка-06» суттєво відрізняються від інших євангеліонів, і виявляють на супутнику Каору, який з невідомих причин називає Ґендо своїм батьком. Каджі влаштовує для Шінджі, Аски і Рей екскурсію у своєрідний зоопарк на кораблі — «живий акваріум». До групи потрапляють і друзі Шінджі — Кенске і Тодзі. Пізніше відбувається напад Восьмого Ангела. Місато формує з пілотів єдину команду, і три Єви зупиняють супротивника — Євангеліон-01 отримує серйозні ушкодження, Аска — душевну травму через злагоджену роботу Шінджі і Рей (сама ж вона, за її власним визнанням, «не має ніяких заслуг»). Розмірковуючи про власну самітність, Аска, врешті-решт, проводить ніч в одній кімнаті з Шінджі. Далі велика увага приділяється особистим взаєминам персонажів.
У Токіо-3 прибуває Марі, яка з парашутом просто падає на Шінджі з неба. Єва-04 і другий підрозділ Nerv зникають внаслідок вибуху під час випробування нового виду двигунів. Уряд США направляє Євангеліон-03 в Токіо-3. Відповідно до Ватиканського договору, в якому Японії та іншим країнам заборонено володіти більш ніж трьома функціонувальними євангеліонами одночасно, Єва-02 підлягає запечатці і відправці. Рей спочатку вибирають як пілота для експериментального запуску нової Єви, але Аска пропонує зробити це замість неї, заробляючи від дівчини рідкісне для себе слово «спасибі».
Активація Єви-03 йде шкереберть, і в результаті євангеліон стає одержимим Дев'ятим Ангелом. Шінджі відмовляється знищити ціль, тим паче Аска ще досі знаходиться в контактній капсулі. За наказом Ґендо активують систему псевдопілота і Єва-01 жорстоко розправляється з цілью. Це одна з найкривавіших сцен в аніме: євангеліон розчленовує Ангела, підключивши навіть свої зуби. Аска виживає, але важко поранена поміщена в карантин, проте головний герой цього не знає.
Шінджі ніби скаженіє і завдає нападу на Генштаб, проте його спроба невдала. Ікарі відмовляється пілотувати Єву і покидає Nerv. Тим часом нападає Десятий Ангел. Новий супротивник майже проникає в Геофронт після невдалих спроб Марі і Рей зупинити його. Ґендо намагається активувати Євангеліон-01, але той не приймає ні контактну капсулу, ні систему псевдопілота. Марі захоплює Євангеліон-02 і під час боротьби з Ангелом, активізує режим «Берсерк». З'являється Рей у пошкодженій Єві-00, їй вдається проникнути крізь AT-поле, і вона підриває з собою N2 бомбу, проте ціль знищити не вдається.
Марі зустрічає Шінджі і переносить його за допомогою євангеліона в безпечне місце, як раптом Ангел поглинає Єву-00 і трансформується в істоту з тілом оголеної жінки. Побачивши це, Шінджі біжить назад і вимагає Ґендо запустити Євангеліон-01. Ангел вривається в командний центр, хлопець встигає захистити Місато й інших і переносить бій на поверхню. Тим не менш, Єва розряджається і вимикається до вбивства Ангела. Розлючений і сповнений рішучості звільнити Рей незалежно від обставин, Шінджі повторно активує Євангеліон-01 в режимі берсерка — над головою Єви починає світитися червоний ореол. Ікарі знищує Ангела і звільняє з його ядра Аянамі. Єва плаває в повітрі на крилах світла, в яких Місато впізнає крила п'ятнадцятирічної давнини під час Другого Удару. Рітцуко підтверджує, що Єва вийшла за межі людських можливостей і стала божественною істотою. Починається Третій Удар і кінець світу.
В посткредитній сцені спис Лонгінія пролітає через атмосферу, пронизує Євангеліон-01, нейтралізуючи останнього, і зупиняє Третій Удар. Каору спускається з Місяця в євангеліоні Mark-06, заявивши, що він покаже Шінджі «істинне щастя».

## Персонажі
- Шінджі Ікарі (Shinji Ikari)

Головний герой. Характер, в основному, збігається з серіалом, проте у фільмі він активніше і успішніше намагається зблизитися з Рей. Також значно розширені його здібності. Тепер хлопець здатний усвідомлено викликати стан берсерка в Єві-01, що в підсумку виливається в те, що у спробі врятувати Рей, чия Єва була поглинена Ангелом, він починає Третій Удар. Однак, його зупиняє Каору.
- Рей Аянамі (Rei Ayanami)

Одна з головних героїнь. Характер, в основному, збігається з серіалом, проте у фільмі вона активніше намагається зблизитися з Шінджі і помирити його з батьком. Як відзначається в рецензії ANN, їй коштувало великих зусиль розтопити лід між Шінджі і Ґендо. При цьому, у спробах приготувати з цією метою обід, вона зображена вкрай незграбною — після спроб зайнятися кулінарією, її руки заклеєні пластиром від зап'ясть до пальців. З іншого боку, вона без вагань перехоплює удар Аски. Також, хоча Рей активніше, ніж у серіалі, відвідує сни Шінджі, вона фактично не бере ніякої активної участі в Третьому Ударі. Як і в серіалі, вона зберігає у себе окуляри Ґендо. Тим не менш, на відміну від серіалу, вона не ламає їх у результаті, а замінює на плеєр Шінджі. В кінці другого фільму вона разом з Євою-00 була поглинена Ангелом, але врятована з нього Шінджі.
У грудні 2007 року, в рейтингу журналу Animage, Рей зайняла 17-е місце за популярністю, як героїня «Євангеліон. Перебудова». У наступному році, у гран-прі цього журналу Рей посіла п'яте місце серед жіночих персонажів. В обох рейтингах вона була єдиним персонажем «Євангеліона». У серпні 2009 року Рей зайняла четверте місце в рейтингу жіночих аніме-персонажів журналу Newtype як героїня «Євангеліон. Перебудова» і у вересні піднялася до другого місця. У цьому рейтингу з персонажів Євангеліона лідирувала героїня «Rebuild of Evangelion» Аска Шикінамі. У жовтні Рей спустилася до третього місця, знову ставши найпопулярнішим жіночим персонажем «Євангеліона» (Аска спустилася до десятого). У жовтні 2009 року вона також з'явилася в рейтингу журналу Animage на 18 позиції. Знову, як єдиний персонаж «Євангеліона». У 2008 році виставлялися на аукціон фрагменти кіноплівки, включені в обмежене DVD видання Evangelion: 1.0 You Are (Not) Alone. Як повідомляє Anime News Network, на двох різних аукціонах ціна на фрагменти, що містять сцену, в якій Рей вперше посміхається Шінджі, послідовно піднімалася з 26 тисяч єн до 152 тисяч (приблизно 1 460 доларів США). За повідомленням «Mainichi Shimbun», ціна на третьому аукціоні в результаті перевищила 200 тисяч єн — максимальна ціна, сплачена на аукціоні за продані фрагменти. Для порівняння — другий за дорожнечею фрагмент з Місато Кацурагі був проданий за 30 001 єну (приблизно 285 доларів США).
Напередодні виходу другої частини «Євангеліон. Перебудова» Аянамі дала ексклюзивне інтерв'ю для «Вебмагазину DD». На питання про те, які її враження від того, що вона знову з'являється в «Rebuild of Evangelion» через 14 років після виходу серіалу, Рей відповіла лише «жодних проблем». Що-небудь говорити про другу частину «Rebuild of Evangelion» вона відмовилася, мотивуючи це тим, що краще все подивитися самим.
- Аска Ленглі Шикінамі (Asuka Langley Shikinami)

Одна з головних героїнь, створена на основі Аски Ленглі Сор'ю з оригінального серіалу. Пілот Євангеліона-02 і пізніше Євангеліона-03. На відміну від серіалу, тепер вона має звання капітана. Характер цього персонажа перетерпів найзначніші зміни. Якщо у серіалі Аска приставала до Каджі аж до пропозицій переспати з нею та для неї було цілком нормально запропонувати Шінджі поцілуватися, то тепер вона не цікавиться Кадзі, а її домагання до Шінджі не доходять далі невдалих спроб приготувати обід. Також вона вважає себе єдиним пілотом, який отримав своє місце за таланти, а Рей і Шінджі — користуючись своїми зв'язками в Nerv. Після того, як вона дізналася, що Рей любить Шінджі, вирішила за найкраще уникати інших пілотів і замість того, що б йти на обід, влаштований Рей, стала пілотом Євангеліона-03. У цій ролі вона була заражена Ангелом і подальша її доля залишається неясною, але в прев'ю до третього фільму вона показана з пов'язкою на лівому оці.
Після виходу 27 червня 2009 року «Євангеліон. Перебудова: Руйнування» Шикінамі утримувала перше місце серед жіночих персонажів (за версією Newtype) у серпні та вересні. У жовтні ж вона спустилася до десятого місця, і її обійшла за популярністю Рей Аянамі, яка посіла третє місце.
- Марі Іластріес Макінамі (Mari Illustrious Makinami)

Новий персонаж, відсутній в оригінальній історії, і вперше з'являється в «Євангеліон. Перебудова: Руйнування». Спочатку була пілотом Євангеліона-05, проте Єва-05 була знищена в першому ж бою, забравши з собою і Ангела. Згодом, наскільки змогла, таємно проникла в Токіо-3 на парашуті (фактично, приземлилася прямо на голову Шінджі) і замінила Аску з пілотування Єви-02, ставши, таким чином, її пілотом.
- Каору Нагіса (Kaworu Nagisa)

Вперше з'являється в кінці першого фільму. На відміну від серіалу і манги, він є пілотом Євангеліона-06. З невідомих причин називає Ґендо своїм батьком. Якщо у серіалі Каору прагне влаштувати Третій Удар, то в «Євангеліон. Перебудова» його втручання навпаки зупиняє кінець світу.

## Реліз

### Маркетинг
Початковий тизер трейлеру фільму був показаний після кінцевих титрів «Євангеліон: 1.0»: в фільмі були сцени, засновані на оригінальному аніме-серіалі 1995 року.

### Міжнародний реліз
Міжнародна прем'єра «Євангеліона 2.0» відбулася на Гавайському міжнародному кінофестивалі 24 жовтня 2009 року. 3 грудня 2009 фільм був випущений у Гонконгу і Південній Кореї. В Австралії прем'єра фільму відбулася на Reel Anime Festival у вересні 2010 року; в Ірландії — 20 березня 2010-го як частина Irish Film Institute Anime Weekend; у Канаді фільм був спочатку випущений 21 листопада 2009 в Ватерлоо на Фестивалі анімаційного кіно і 10 липня 2010 як частина Fantasia Film Festival в Монреалі.
Європейська прем'єра «Євангеліона 2.0» відбулася під час Lucca Comics 2009. 1 листопада 2009 року він був показаний під час Asia Filmfest у Мюнхені 6 листопада 2009. Незважаючи на попереднє оголошення «Євангеліон. Перебудова: Руйнування» не з'явився на екрані на Анімаційному фестивалі в Бонні через ліцензійні проблеми. Фільм брав участь під час Кінофестивалю Ситжес у Каталонії, Іспанія, 4 жовтня 2009 року в категорії Anima.
У Північній Америці «Реліз Азіатського Кіно», «Одинадцять Мистецтв» та Funimation Entertainment оголосили, що прем’єра «Євангеліон. Перебудова: Руйнування» відбудеться в США, в січні 2011 року. Спочатку планувалася прем'єра в 70-100 кінотеатрах, однак Funimation в грудні 2010-го заявила, що фільм буде випущений лише в 22 кінотеатрах.
Список прем’єр:
- Сінгапур: 12 листопада 2009, в Cathay / Picturehouse;
- Південна Корея: 3 грудня 2009;
- Гонконг: 3 грудня 2009;
- Малайзія: 4 березня 2010 р. в The Cathay Cineplex e@Curve і TGV в Sunway (після клопотання вболівальників у форумі і Facebook);
- Бельгія, Брюссель: Фестиваль анімаційних фільмів 2010, 13 і 20 лютого 2010 року;
- Велика Британія: Кінофестиваль у Глазго, [15 лютого 2010 в 5:45 вечора https://web.archive.org/web/20100102064045/http://www.glasgowfilmfestival.org.uk/films/381];
- Естонія: Японський фестиваль анімаційного кіно в Таллінні і Тарту, 4 квітня 2010;
- Індонезія: Скринінг по всій країні, що розпочався з 16 липня 2010 року, тільки в кінотеатрах Бліц Мегаплекс. Розподіл прав належать Pratama Film.

## Касові збори
У перший уік-енд в Японії фільм зайняв перше місце по касовим зборам, зібравши 510 млн ієн у перші два дні. Згодом Євангеліон. Перебудова: Руйнування зібрав еквівалентно понад 40 млн доларів США в Японії, що робить його третім найкасовішим аніме 2009 року.

## Любительський відео реліз
DVD і Blu-ray реліз відбувся 26 травня 2010 року. Німецький реліз Universum Film, що відбувся 16 липня, також включав в себе Blu-Ray «Євангеліона 1.11». Японський реліз здобув рекорд у порівнянні з попередніми замовленнями, з початком у 88000 і, в кінцевому рахунку, більш ніж з 800 000 замовлень. Рекорд продажів був поставлений вже у перший день — 124 000 DVD-дисків і 195 000 Blu-Ray дисків. Високий темп продажів тримався протягом 4 тижнів.
На Otakon 2010 північноамериканський дистриб'ютор аніме Funimation Entertainment оголосив, що вони ліцензували Evangelion 2.0 і після кінотеатрового релізу планують розпочати DVD і Blu-ray релізи 29 березня 2011 року. Раніше, в травні, британський дистриб'ютор аніме Manga Entertainment оголосила про плани по випуску Evangelion 2.0 у Великій Британії після оголошення дати виробництва Funimation; у грудні 2010 дати випуску для BD і DVD були оголошені — червень 2011.

## Музика
У травні 2009 року Хікару Утада оголосив, що він повертається до роботи над фільм, щоб забезпечити музичну тему «Beautiful World-PLANiTb Acoustica Mix» для нього. Раніше Утада випустив саундтрек «Beautiful World» для Evangelion: 1.0 You Are (Не ) Alone в 2007 році.

## Реакція

### Критика
Критик Пола Шульц на сайті «Кінопошук.ру» зауважує: «Абсолютно вторинний по відношенню до оригіналу твір. З приводу мети всього цього припускаю фінансову вигоду. З приводу головної проблеми нового Евангеліона: напевно, це все-таки Хідеакі Анно. Оригінальна Єва була результатом роботи цілої команди, де Анно ще не тиснув авторитетом. А тепер - якийсь волюнтаризм, який подається, як творчість».
Інший рецензент iWest говорить більш позитивно: «Ще одне неперевершене творіння від Хідекі Анно... У цього витвору є чому повчитися сучасним аніматорам. У ньому є все те, чого не дістає нинішньому поколінню аніме. Коли напружена ситуація - глядач напружено повинен дивитися в екран і, стиснувши кулаки, чекати, коли ж це скінчиться. Коли дія - має захоплювати дух. Коли розмови - вони не повинні навантажувати. Коли невелика частина романтики - ти говориш про себе «Ну ще трохи-трохи побудьте разом». Я вважаю, що це основні критерії успішного творіння. І думаю зі мною багато хто погодиться».

### Рейтинги
- Оцінка сайту «Кінопошук.ру» — 8.1 з 10, рейтинг кінокритиків — 71% (на липень 2011)

### Нагороди
Фільм зайняв перше місце в категорії «Анімація» у французькому Ліоні на Азіатському кінофестивалі, обігнавши «Симфонію серпня» під час глядацького голосування. Він виграв нагороду «Найкраща анімація року», номінувавшись на Премію Японської академії за найкращий анімаційний фільм 2010 року.
Кадри та проектні матеріали Evangelion: 2.0 Хідеакі Анно були виставлені на Künstlerhaus Bethanien як частина аніме-виставки (Proto Anime Cut) в січні-березні 2011 року. Європейський тур планується влітку 2012-го.

## Продовження
Наступний фільм «Євангеліон: Прискорення» був попередньо показаний у вигляді трейлеру після кінцевих титрів «Євангеліон. Перебудова: Руйнування».
Сюжет трейлеру. Оповідач: «Єва-01 заморожена з Рей і Шінджі всередині. Токіо-3 і Геофронт покинуті. Всі співробітники Nerv заарештовані. Євангеліон Mark-06 спускається в Термінальну Догму. Пробудження Єви-08 і її пілота. Нарешті, збираються діти з грішною долею. Куди нас заведе історія про людей, що прагнуть життя? Дивіться далі — «Євангеліон: Прискорення». Вас чекає ще більше фансервісу!»
Серед зображень трейлера Evangelion: 3.0 також були показані:
- Зображення Третього Удару з висоти земної орбіти. Довгий предмет  на високій швидкості протикає Єву-01: її рука, відновлена раніше під час битви з Ангелом, зникає, а початок Третього Удару відміняється. Місато здивовано запитує: «Що це?» У кадрі з'являється Євангеліон Mark-06, який пілотує Каору. «Ось ми і зустрілися, Ікарі Шінджі. Тепер тільки ти повинен знайти щастя», — говорить він;
- Аска Ленглі Шикінамі не загинула. У трейлері третього фільму вона показана з пов'язкою на лівому оці;
- Каору з чотирма персонажами, що стоять навпроти нього — видно тільки їхні тіні. Можливо, це Шінджі, Рей, Аска і Марі;
- Сердитий Кадзі, який кричить і вказує на когось пістолетом;
- Рей з трьома своїми маленькими копіями;
- Приватна розмова Марі з кимось (ім'я стерто в трейлері).